# WWF WrestleMania 2000
WWF-Wrestlemania 2000 é um game de wrestling para Nintendo 64. No jogo, é possível controlar você mais de 50 lutadores, além de poder criar o seu próprio personagem. Pode-se atribuir um tipo físico, definir o estilo de luta e os golpes. Também se pode editar a facilidade de o lutador sangrar e como ele reage a isso (tem lutador que melhora quando sangra). Os modos de jogo também são variados. Uma das opções mais interessantes é o Royal Rumble, onde até 4 wrestlers se digladiam. Com bons gráficos, os modelos 3D estão bem desenhados e a movimentação foi feita à mão ao invés de ser capturada. Por incrível que pareça, a animação ficou mais natural. O controle foi modificado para que quando o golpe for acionado vai depender de quanto tempo o botão é pressionado.